# Jean D'Espagnet
Jean d'Espagnet (1564 – c. 1637) era um polimata renascentista francês, exercia as atividades de advogado, político, matemático, alquimista, antiquário, poeta e amigo dos literatos franceses.
Ele foi conselheiro no Parlamento de Bordeaux e seu presidente dos anos 1600 até 1611. Nesta posição ele envolveu-se com com Pierre de Lancre, em uma caça às bruxas em Labourd. D'Espagnet contribuiu para o trabalho de de Lancre, em 1607, sobre feitiçaria.
Seu filho Étienne d'Espagnet utilizou a biblioteca do seu pai e projetou a ótica para astronomia.

Sabe-se que Jean D'Espagnet possuía vários livros que antes faziam parte da biblioteca de Montaigne, incluindo sua cópia de De rerum natura, na qual sua assinatura substitui a de Montaigne na página de rosto. Em 1623 D'Espagnet escreveu Arcanum Hermeticae philosophiae e Enchiridion physicae restitutae.